# Delle navigationi et viaggi

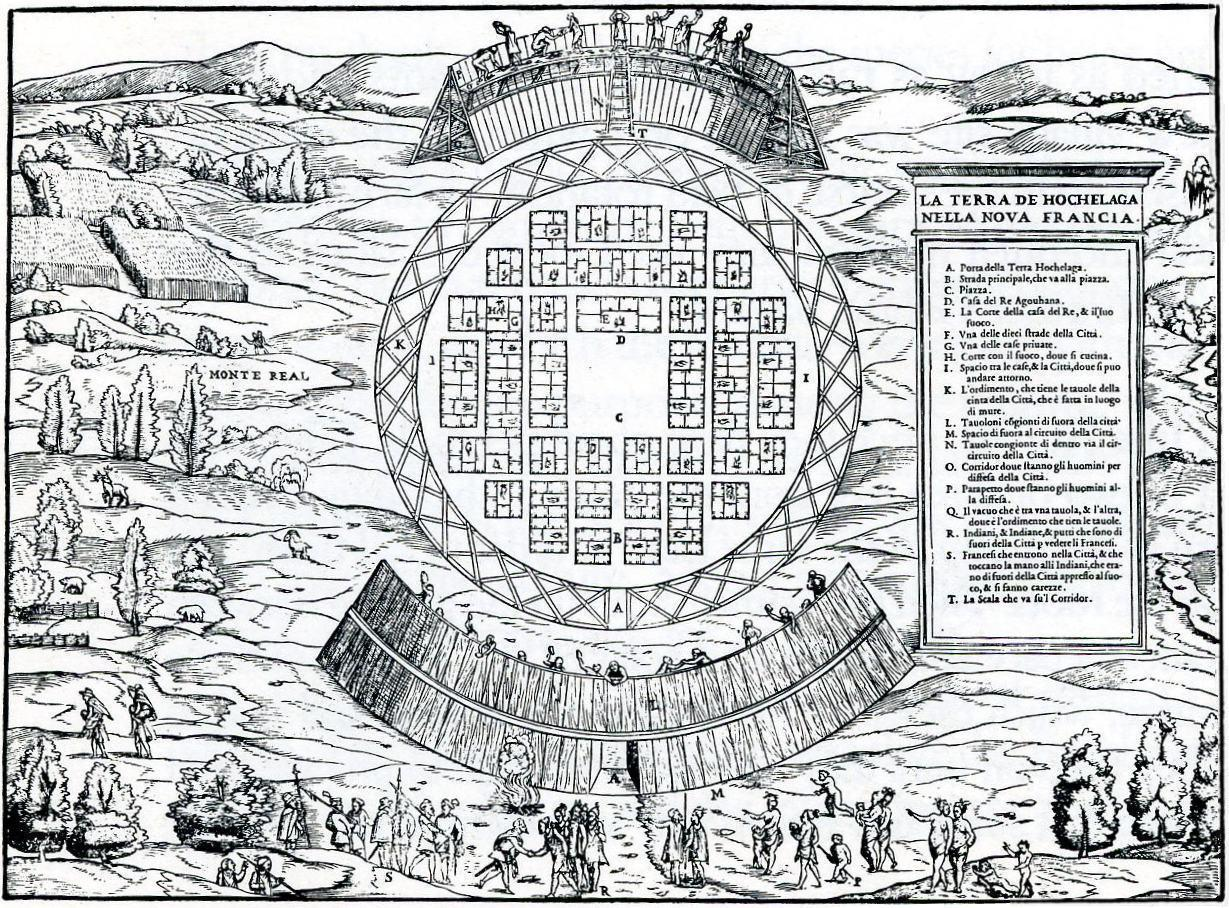
Pianta La Terra de Hochelaga nella Nova Francia, con a sinistra, il Monte Real, disegnata da Giacomo Gastaldi, illustrazione del libro Delle Navigationi et Viaggi.

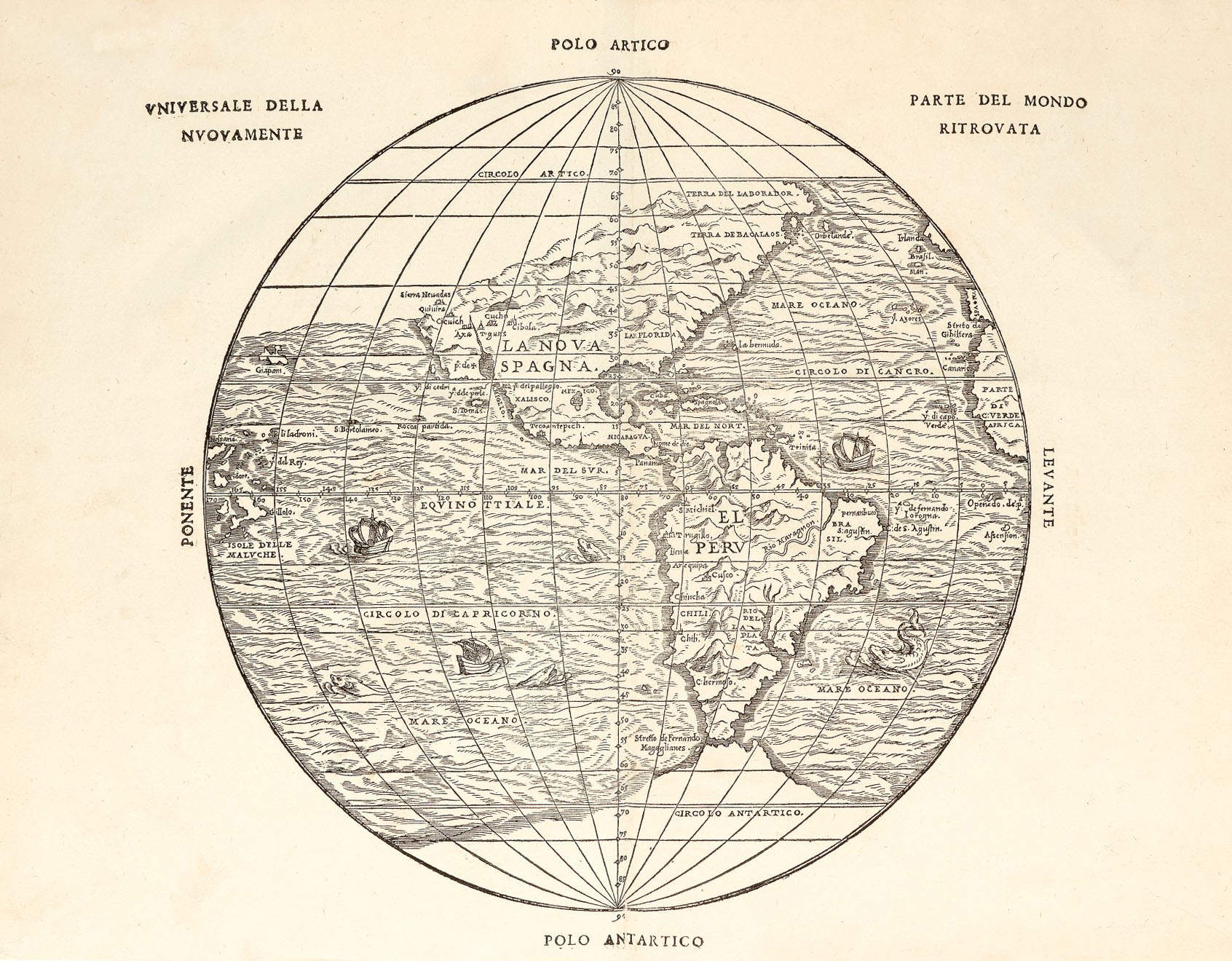
L'America disegnata da Giacomo Gastaldi, illustrazione del libro Delle Navigationi et Viaggi.

Le Navigationi et viaggi sono una compilazione storico-geografica cinquecentesca, composta dal diplomatico, geografo e umanista trevigiano Giovanni Battista Ramusio (1485-1557). Essa venne pubblicato in tre volumi a Venezia nel 1550, nel 1559 e nel 1556, nella stamperia di Tommaso Giunti. L'opera esaltava anche gli aspetti letterari della scrittura, riconoscendo quindi ufficialmente anche la letteratura di viaggio.
Il Ramusio forse era entrato in contatto con il navigatore Sebastiano Caboto, figlio di Giovanni, con cui fu incaricato di trattare affinché questi si mettesse al servizio della Serenissima.

## Piano dell'opera

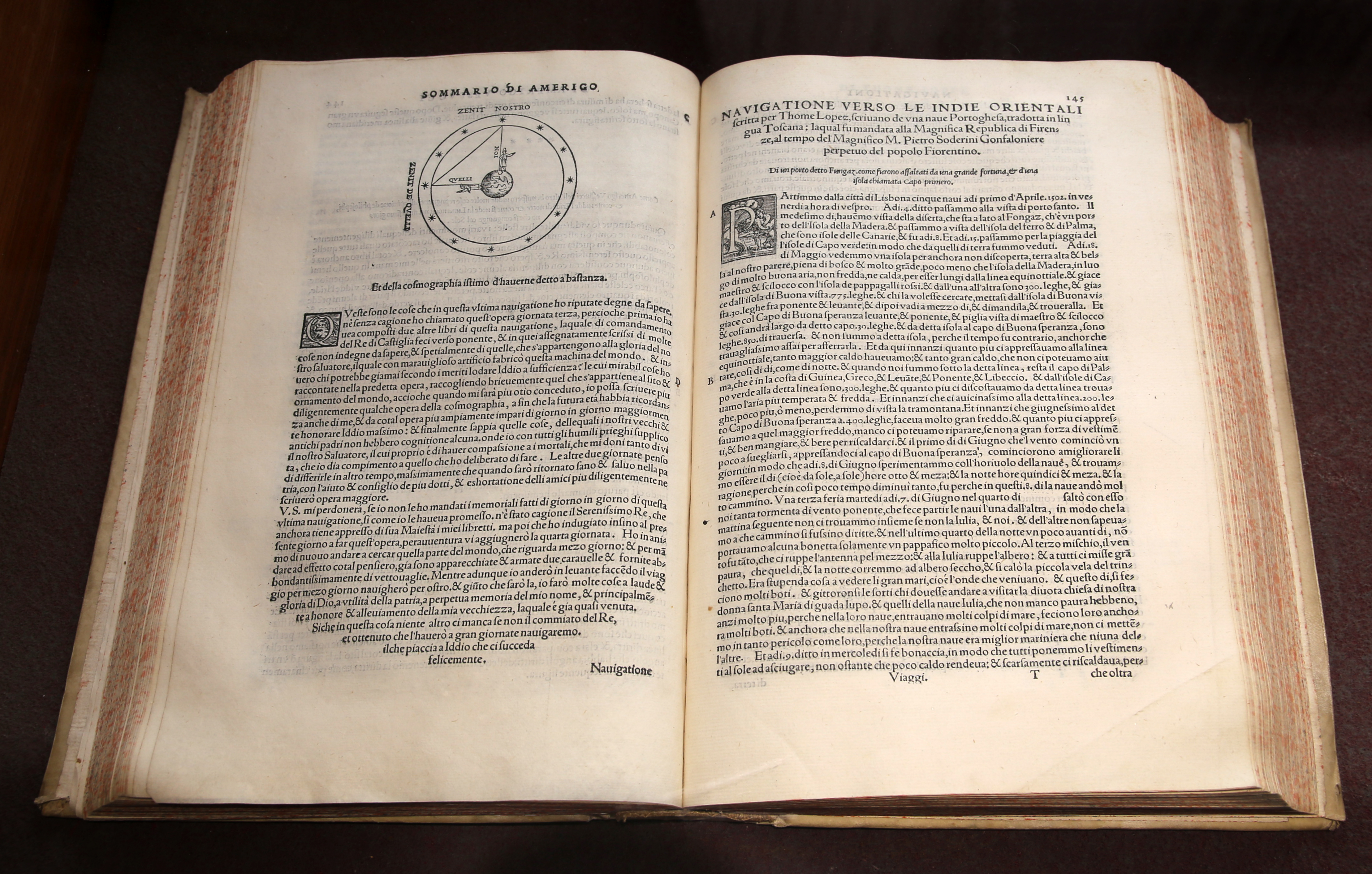
Primo tomo

L'opera è divisa in sei tomi per un totale di 2787 pagine ed era dedicata al medico, filosofo, astronomo, geografo e letterato veronese Girolamo Fracastoro (1478-1553):

### I tomo
- All'eccellentiss. M. Ieronimo Fracastoro, Gio. Battista Ramusio [dedica]
- Tommaso Giunti alli lettori
- Della descrizione dell'Africa e delle cose notabili che quivi sono per Giovani Lioni Africano
- Le navigazioni di Alvise da Ca’ da Mosto e Pietro di Sintra
- La navigazione di Annone, capitano de' Cartaginesi, nelle parti dell'Africa' fuori delle colonne d’Ercole, la quale scritta in lingua punica egli dedicò nel tempio di Saturno, e dapoi fu tradotta in lingua greca e ora nella toscana
- Navigazione da Lisbona all'isola di San Tomé, posta sotto la linea dell’equinoziale, scritta per un pilotto portoghese e mandata al magnifico conte Raimondo della Torre, gentiluomo veronese, e tradotta di lingua portoghese in italiana
- Navigazioni portoghesi verso le Indie orientali (Vasco de Gama, Pedro Alvares, Amerigo Vespucci, Tomé Lopez, Giovanni da Empoli)
- Itinerario di Lodovico Barthema
- La navigazione di Iambolo mercatante, dai libri di Diodoro Siculo, tradotta di lingua greca nella Toscana

### II tomo
- Due lettere dall'India di Andrea Corsali
- Viaggio in Etiopia di Francesco Alvarez
- Sopra il crescere del fiume Nilo [Gio. Battista Ramusio e Ieronimo Fracastoro]
- La navigazione di Nearco
- Viaggio scritto per un comito veneziano, che fu condotto prigione dalla città de Alessandria fino al Diu nella India, col suo ritorno poi al cairo del 1538
- Discorso sopra la navigazione del Mar Rosso fino all'India orientale scritta per Arriano
- Discorso sopra il Libro di Odoardo Barbosa e sopra il Sommario delle Indie orientali
- Sommario di tutti li regni, città e popoli orientali, con li traffichi e mercanzie che ivi si trovano, cominciando dal mar Rosso fino alli popoli della china, tradotto dalla lingua portoghese nella italiana
- Viaggio di Nicolò di Conti
- Viaggio di Ieronimo da Santo Stefano genovese, dirizzato a messer Giovan Iacobo Mainer, di lingua portoghese tradotto nella italiana
- Discorso sopra il viaggio fatto dagli Spagnuoli intorno al mondo
- Epistola di Massimiliano Transilvano, secretario della maestà dello imperatore, scritta allo illustrissimo e reverendissimo signore il signore cardinal Salzuburgense, della ammirabile e stupenda navigazione fatta per gli Spagnuoli lo anno MDXIX attorno il mondo
- Viaggio atorno il mondo fatto e descritto per messer Antonio Pigafetta vicentino, cavalier di Rhodi, e da lui indrizzato al reverendissimo gran maestro di Rhodi messer Filippo di Villiers Lisleadam, tradotto di lingua francesa nella italiana
- Narrazione di un Portoghese compagno di Odoardo Barbosa, qual fu sopra la nave Vittoria dell'anno 1519
- Discorso di m. Gio. Battista Ramusio sopra varii viaggi per li quali sono state condotte fino a' tempi nostri le spezierie e altri nuovi che se potriano usare per condurle
- Relazione di Iuan Gaetan, pilotto castigliano, del discoprimento dell'isole Molucche per la via dell'indie occidentali
- Cinque lettere sull'Isola del Giapan
- Dall'"Asia" di Giovan de Barros

### III tomo
- Tommaso Giunti ai lettori
- Dei viaggi di messer Marco Polo, gentiluomo veneziano
- Parte seconda dell'istoria del signor Hayton Armeno, che fu figliuolo del signor Curchi, parente del re d'Armenia
- Breve narrazione della vita e fatti del signor Ussuncassano, fatta per Giovan Maria Angiolello
- Viaggio d'un mercante che fu nella Persia
- Di messer Iosafa Barbaro, gentiluomo veneziano, il viaggio della Tana e nella Persia
- Il viaggio del magnifico messer Ambrosio Contarini, ambasciadore della illustrissima Signoria di Venezia al gran signore Ussuncassan, re di Persia, nell'anno MCCCCLXXIII
- Lettera d'Alberto Campense intorno le cose di Moscovia, al beatissimo padre Clemente VII, pontefice massimo
- Paolo Iovio istorico delle cose della Moscovia, a monsignor Giovanni Rufo, arcivescovo di Cosenza
- Commentari della Moscovia e della Russia, composti già latinamente per il signor Sigismondo libero barone in Herberstain, Neiperg e Guettenhag, tradotti di latino in lingua nostra volgare italiana